# Daine Klate
Daine Klate (né le 25 février 1985 à Port Elizabeth, Cap-Oriental) est un footballeur sud-africain évoluant au poste de milieu de terrain et l'équipe nationale d'Afrique du Sud.
Il est originaire de Gelvandale, ancien Township Coloured de Port Elizabeth.
Formé à l'académie des jeunes du Supersport United, Klate le gaucher est rapide, difficile et a un tir puissant. Il est probablement l'un des meilleurs tireurs de coup franc en Afrique du Sud.
Étant l'un des ténors de son championnat national, « Stiga » a récemment été lié à plusieurs clubs européens tels que Twente Enschede et FC Utrecht.

## Biographie
Né à Port Elizabeth, Klate commence à jouer au football pour son école primaire à Gelvandale à l'âge de huit ans et continue à pratiquer ce sport à l'école secondaire. Il grandit en idolâtrant la star brésilienne Ronaldo.
Comme son compatriote international Elrio Van Heerden, Klate joue pour le club amateur de Port Elizabeth Glenville Celtic à l'adolescence. À 15 ans, il déménage à Gauteng et joue pour la Transnet School of Excellence, une institution qui a produit une foule de stars dont les Bafana Bafana Steven Pienaar et Dillon Sheppard. En 2002, il rejoint le centre de formation du Supersport United.
Depuis qu'il a été promu en équipe première du club à seulement 19 ans en 2004, Klate s'est approprié le poste d'ailier gauche de Supersport et a fait plus de 100 matches de championnat pour le club. Étant l'un des principaux acteurs des victoires du club en championnat en 2008 et 2009, Klate est à présent attendu à exercer son métier dans l'un des plus grands championnats européens dans un proche avenir.

## Carrière internationale
Il a fait ses débuts en équipe nationale lors du quart-de-finale de la Gold Cup 2005 contre le Panama le 16 juillet 2005 et a jusqu'à présent été sélectionné cinq fois et a marqué un but.

### Buts internationaux
| # | Date             | Lieu                       | Adversaire | Score | Résultat | Compétition  |
| - | ---------------- | -------------------------- | ---------- | ----- | -------- | ------------ |
| 1 | 1er octobre 2008 | Germiston (Afrique du Sud) | Malawi     | 3-0   | 3-0      | Match amical |

## Palmarès

### Club
- Championnat d'Afrique du Sud : 2009, 2010, 2011, 2012 et 2017
- Coupe d'Afrique du Sud : 2005